# Juárez (Meksyk)
Juárez, oficjalnie Ciudad Benito Juárez – miasto w Meksyku w stanie Nuevo León, leżące w obszarze metropolitarnym Monterrey. Miasto przemysłowo-handlowe, znajdują się tu dwa wielkie centra handlowe. Słynie ono produkcji znanego meksykańskiego dania tamales.